# Lecanora argentata
Lecanora argentata ist eine Krustenflechtenart. Sie zeichnet sich durch ihre grauweiße Farbe, regelmäßig geformte, dunkelbraune bis dunkel rotbraune Apothecien und einen vorhandenen Lagerrand aus.

## Merkmale
Das Lager ist weißlich bis grünlichweiß gefärbt. Am Rand ist es glatt, zur Mitte hin wird es uneben bis warzig. Es besitzt keine Soredien. Manchmal ist ein schwarzes Vorlager vorhanden. Die Apothecien erreichen einen Durchmesser zwischen 0,4 und 0,9 Millimetern und stehen relativ dicht. Die Scheibe ist dunkel braunrötlich bis dunkelbraun gefärbt und unbereift. Der Rand ist oftmals dick, nicht oder nur wenig gekerbt und beständig.
Die oberste Schicht der Apothecien (Epihymenium) enthält kleine Kristalle, die im polarisierten Licht nicht aufleuchten. Die rotbraune Färbung bleibt auch nach einer Reaktion mit Kaliumhydroxid (KOH) erhalten. Die Kristalle im Apothecienrand leuchten hingegen im polarisierten Licht auf; sie sind groß und in KOH unlöslich. Die Sporen sind einzellig und messen 12 bis 15 mal 6 bis 9 Mikrometer. Das Lager reagiert mit KOH deutlich gelb und mit Phenylendiamin gelblich.

## Ökologie
Lecanora argentata kommt vor allem an Ahornen, Eschen und Pappeln vor. Sie besitzt eine mittlere Toxitoleranz gegenüber Luftverschmutzung.

## Artabgrenzung
Lecanora argentata kann mit einigen weiteren Arten der Gattung verwechselt werden, deren Abgrenzung sehr schwierig ist. Lecanora allophana besitzt oft wellig verbogene, meist deutlich unregelmäßig gekerbte Apothecienränder mit kleinen Zähnchen oder Läppchen. Sicher zu unterscheiden ist sie jedoch nur durch kleine Kristalle im Apothecienrand. Lecanora subrugosa unterscheidet sich nur durch stark gekerbte Ränder und ist daher manchmal nicht abzugrenzen. Lecanora chlarotera und Lecanora rugosella besitzen im Epihymenium kleine, im polarisierten Licht aufleuchtende Kristalle, die nach Zugabe von KOH verschwinden. Die Apothecienscheibe dieser Flechten ist in der Regel hell- bis schmutzigbraun gefärbt. Ähnlichkeit besitzt auch Lecanora pulicaris, deren Apothecienrand jedoch mit Phenylendiamin rot reagiert.